# چهاردهمین مراسم جایزه انجمن بازیگران فیلم
 چهاردهمین مراسم جایزه انجمن بازیگران فیلم (به انگلیسی: 14st Screen Actors Guild Awards) به افتخار بهترین بازیگران فیلم و تلویزیون سال ۲۰۰۷ برگزار شد. 

## نامزدی‌ها و جوایز

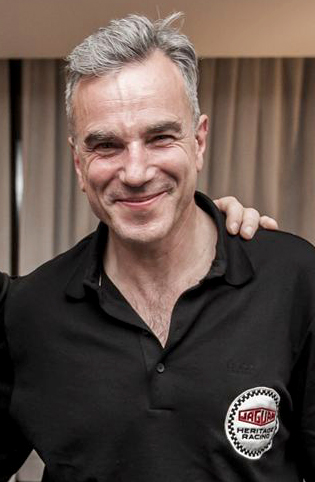
دانیل دی-لوئیس، برنده بهترین بازیگر مرد فیلم درام

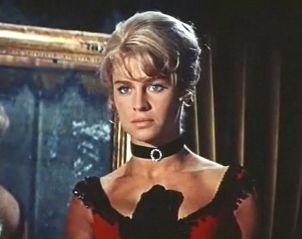
جولی کریستی، برنده بهترین بازیگر زن فیلم درام

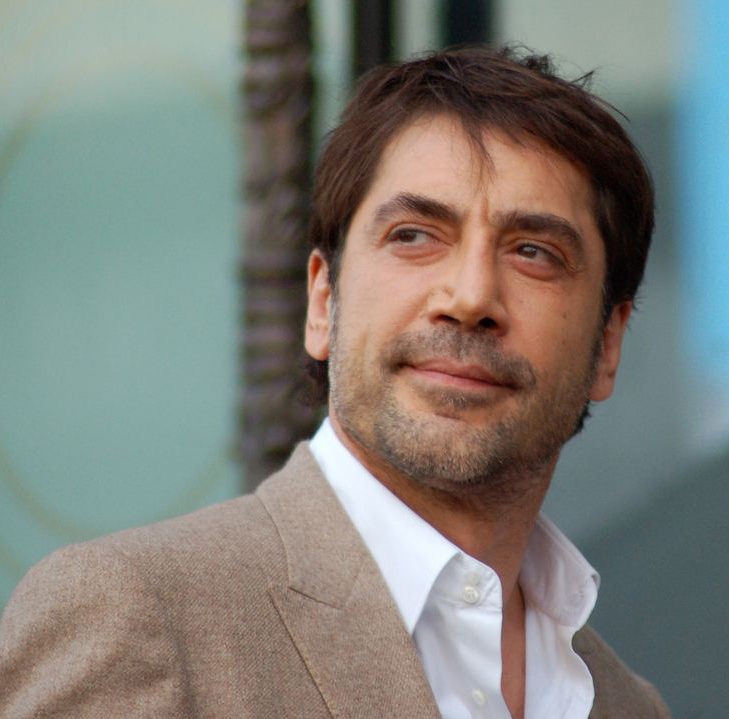
خاویر باردم، برنده بهترین بازیگر مکمل زن فیلم درام

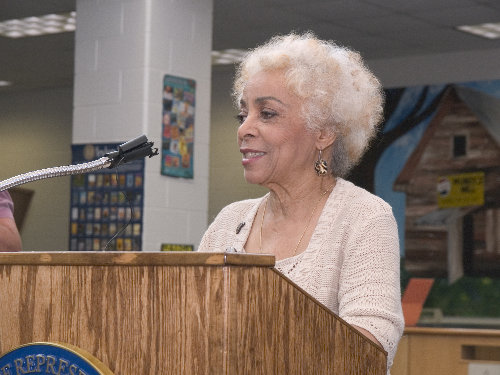
روبی دی، برنده بهترین بازیگر مکمل زن فیلم درام

| دانیل دی-لوئیس | برای فیلم |
| جرج کلونی      | برای فیلم |
| رایان گاسلینگ  | برای فیلم |
| امیل هرش       | برای فیلم |
| ویگو مورتنسن   | برای فیلم |

| جولی کریستی   | برای فیلم |
| کیت بلانشت    | برای فیلم |
| ماریون کوتیار | برای فیلم |
| آنجلینا جولی  | برای فیلم |
| الن پیج       | برای فیلم |

| خاویر باردم   | برای فیلم |
| کیسی افلک     | برای فیلم |
| هال هالبروک   | برای فیلم |
| تامی لی جونز  | برای فیلم |
| تام ویلکینسون | برای فیلم |

| روبی دی       | برای فیلم |
| کیت بلانشت    | برای فیلم |
| کاترین کینر   | برای فیلم |
| امی رایان     | برای فیلم |
| تیلدا سوئینتن | برای فیلم |

## برندگان مرد و زن سریال تلویزیونی

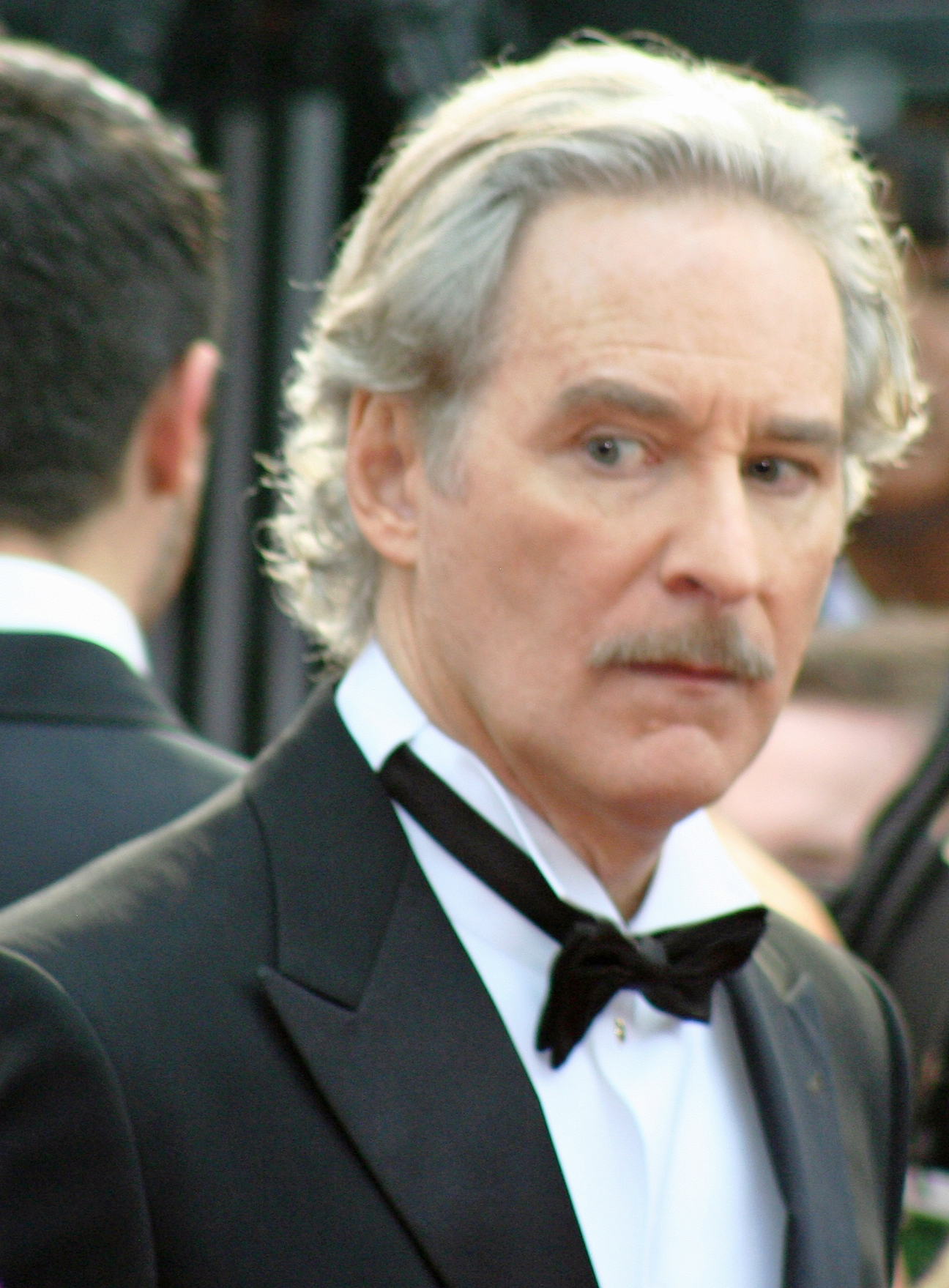
کوین کلاین عملکرد فوق العاده توسط یک بازیگر مرد در یک مینی سریال یا فیلم تلویزیونی
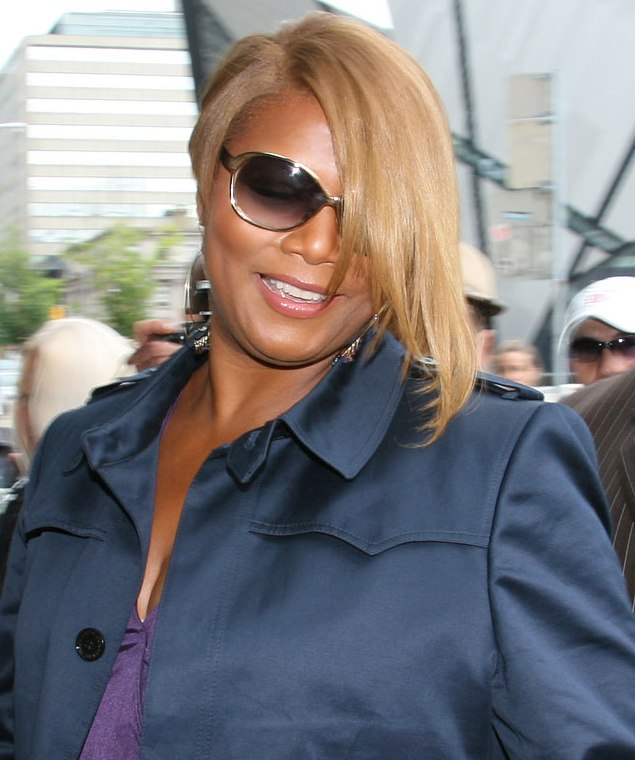
کویین لطیفه عملکرد فوق العاده توسط یک بازیگر زن در یک مینی سریال یا فیلم تلویزیونی
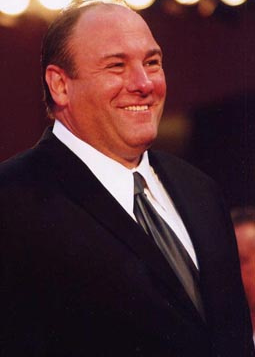
جیمز گاندولفینی عملکرد فوق العاده توسط یک بازیگر مرد در یک سریال درام

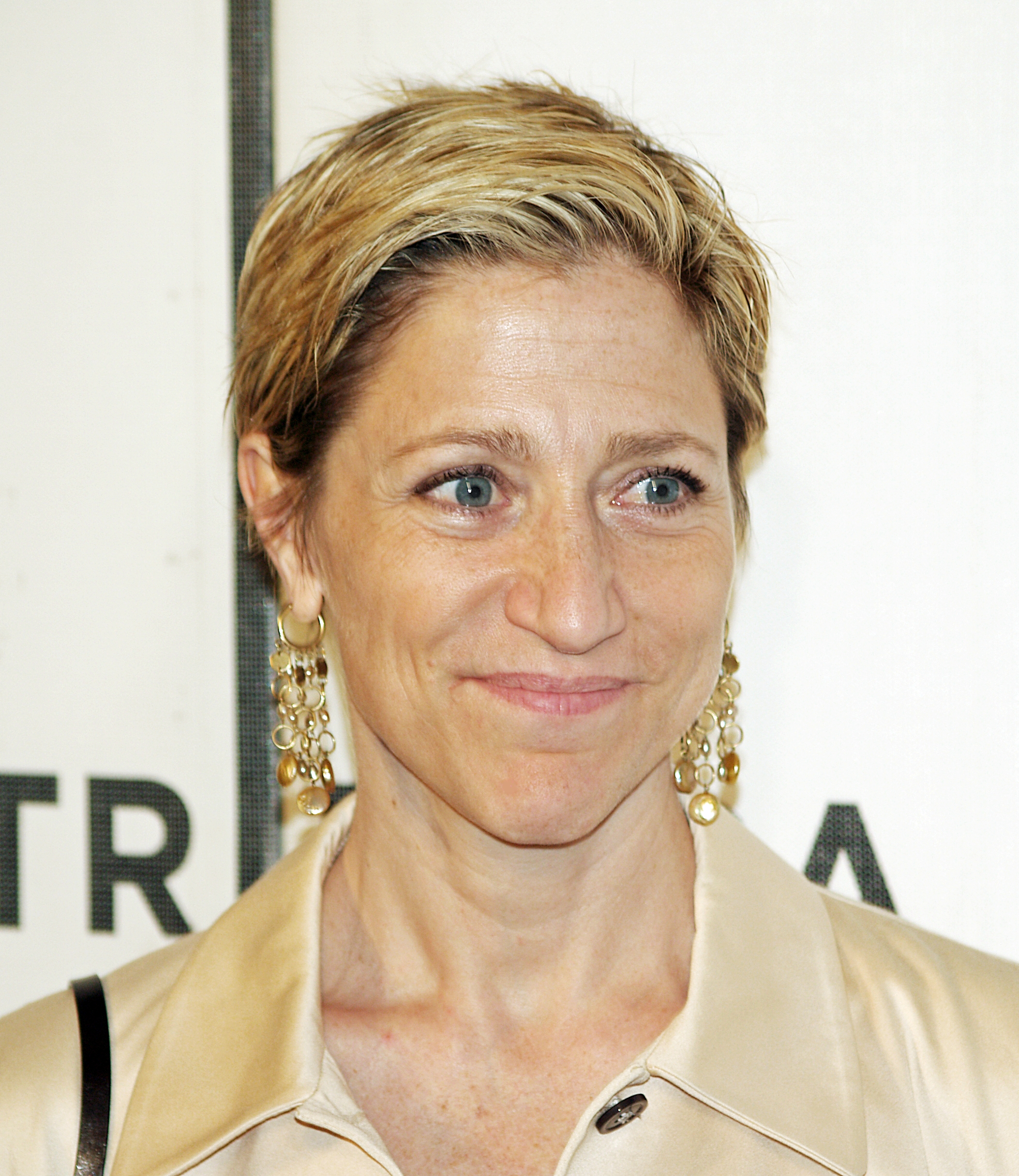
ادی فالکو عملکرد فوق العاده توسط یک بازیگر زن در یک سریال درام
الک بالدوین عملکرد فوق العاده توسط یک بازیگر مرد در یک سریال کمدیالک بالدوین عملکرد فوق العاده توسط یک بازیگر مرد در یک سریال کمدی
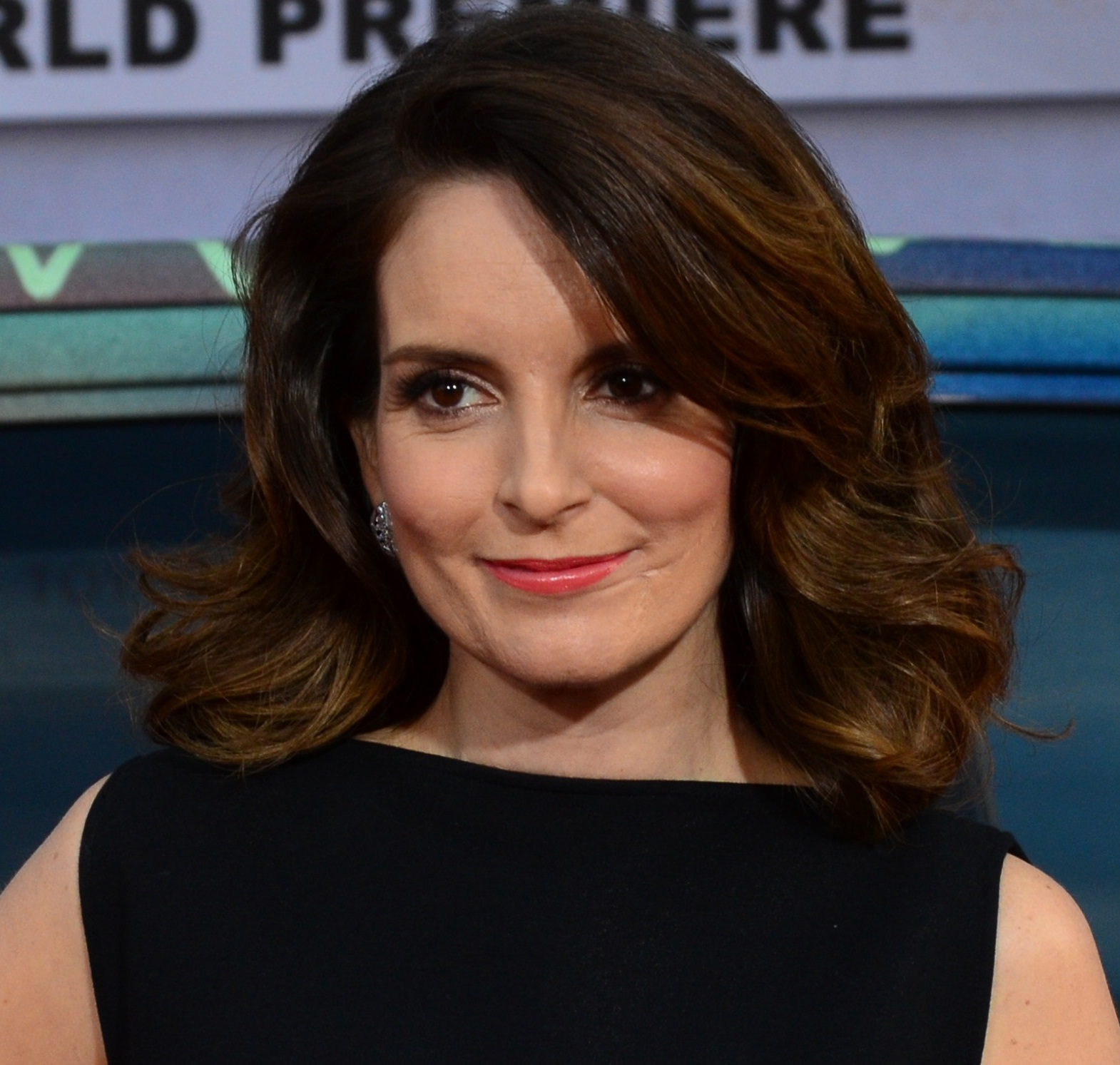
تینا فی عملکرد فوق العاده توسط یک بازیگر زن در یک سریال کمدی